# Брёкль, Норман
Норман Брёкль (нем. Norman Bröckl; 22 августа 1986, Берлин) — немецкий гребец-байдарочник, выступал за сборную Германии в середине 2000-х — начале 2010-х годов. Бронзовый призёр летних Олимпийских игр в Пекине, трёхкратный чемпион мира, чемпион Европы, победитель многих регат национального и международного значения.

## Биография
Норман Брёкль родился 22 августа 1986 года в Берлине. Активно заниматься греблей начал с раннего детства, проходил подготовку в столичных спортивных клубах Pro Sport Berlin 24 и RKV Berlin.
Впервые заявил о себе в сезоне 2003 года на юниорском чемпионате мира в Японии, выиграв золотую медаль в двойках на тысяче метрах и серебряную медаль в одиночках на пятистах метрах. Год спустя доминировал на юниорском чемпионате Европы, одержал победу сразу в трёх дисциплинах: в одиночках на пятистах и тысяче метрах, а также в полукилометровой гонке четвёрок.
Первого серьёзного успеха на взрослом международном уровне добился в 2005 году, когда попал в основной состав немецкой национальной сборной и побывал на чемпионате Европы в польской Познани, откуда привёз награду бронзового достоинства, выигранную в зачёте четырёхместных байдарок на дистанции 200 метров. Кроме того, в этом сезоне завоевал золотую и серебряную медали на чемпионате мира в хорватском Загребе, в четвёрках на километровой и двухсотметровой дистанциях соответственно. В следующем году в четвёрках на тысяче метрах взял бронзу на европейском первенстве в чешском Рачице, ещё через год в той же дисциплине был лучшим на домашнем мировом первенстве в Дуйсбурге.
В 2008 году Брёкль добавил в послужной список серебряную награду, полученную в километровой программе четвёрок на европейском первенстве в Милане. Благодаря череде удачных выступлений удостоился права защищать честь страны на летних Олимпийских играх в Пекине — в составе четырёхместного экипажа, куда также вошли гребцы Луц Альтепост, Торстен Экбретт и Бьёрн Гольдшмидт, занял в километровой программе третье место и завоевал тем самым бронзовую олимпийскую медаль — лучше него финишировали только экипажи из Белоруссии и Словакии.
После пекинской Олимпиады Норман Брёкль остался в основном составе гребной команды Германии и продолжил принимать участие в крупнейших международных регатах. Так, в 2009 году он выиграл серебряные медали на домашнем чемпионате Европы в Бранденбурге и на чемпионате мира в канадском Дартмуте — обе в зачёте эстафеты 4 × 200 м. Год спустя одержал победу на европейском первенстве в испанской Корвере, в четвёрках на тысяче метрах, ещё через год в той же дисциплине стал серебряным призёром на чемпионате Европы в Белграде и чемпионом на чемпионате мира в Сегеде. Будучи одним из лидеров немецкой национальной сборной, благополучно прошёл квалификацию на Олимпийские игры 2012 года в Лондоне — вместе с такими гребцами как Маркус Грос, Тим Вискёттер и Макс Хофф занял в километровой программе четвёрок четвёртое место, немного не дотянув до призовых позиций. Вскоре по окончании этих соревнований принял решение завершить карьеру профессионального спортсмена, уступив место в сборной молодым немецким гребцам.